# Uroš Milovanović
Uroš Milovanović (en serbio, Урош Миловановић; Duisburg, Alemania, 18 de octubre de 2000) es un futbolista serbio. Juega como delantero en el G. D. Chaves de la Segunda División de Portugal.

## Biografía
Milovanović es un delantero formado en las categorías inferiores del OFK Belgrado, Levante U. D. y del Estrella Roja de Belgrado. En la temporada 2019-20, formaría parte del equipo sub-19 del Estrella Roja de Belgrado.
El 14 de enero de 2020 fue cedido al FK Grafičar Beograd. En agosto de ese año, tras finalizar su contrato con el Estrella Roja de Belgrado, firmó por el FK Radnički Niš de la Superliga de Serbia.
En la temporada 2021-22, firma por el FK Radnik Surdulica, de la Superliga de Serbia, donde marcó 13 goles. 
El 1 de septiembre de 2022, firma por el Real Sporting de Gijón de la Segunda División de España, durante tres temporadas con opción a una cuarta. Debutó con el equipo el 3 de septiembre contra la S. D. Ponferradina. El 21 de diciembre de 2022 marcó sus dos primeros goles con el Sporting ante el C. D. Numancia, durante el partido de la segunda ronda de la Copa del Rey.
En julio de 2023 fue cedido al FK TSC de la Superliga Serbia.

## Estilo de juego
Es ambidiestro y se caracteriza por ser un jugador rápido y de referencia con un buen remate.

## Clubes
| Club                         | País     | Año       |
| ---------------------------- | -------- | --------- |
| Estrella Roja de Belgrado    | Serbia   | 2019-2020 |
| FK Grafičar Beograd (cedido) | Serbia   | 2020      |
| FK Radnički Niš              | Serbia   | 2020-2021 |
| FK Radnik Surdulica          | Serbia   | 2021-2022 |
| Real Sporting de Gijón       | España   | 2022-2025 |
| FK TSC (cedido)              | Serbia   | 2023-2024 |
| F. C. Vizela (cedido)        | Portugal | 2024-2025 |
| G. D. Chaves                 | Portugal | 2025-     |